# Lindera venosa
Lindera venosa är en lagerväxtart som först beskrevs av Meisner, och fick sitt nu gällande namn av Joseph Dalton Hooker. Lindera venosa ingår i släktet Lindera och familjen lagerväxter. Inga underarter finns listade i Catalogue of Life.